# 1996年夏季奥林匹克运动会射击比赛
1996年夏季奥林匹克运动会射击比赛在美国亚特兰大的Wolf Creek射击中心举行。男子和女子双多向飞靶项目为奥运会首次比赛项目，还增设了女子霰弹枪项目。
此外，多向飞靶和双向飞靶的靶子数量从200个减少到125个，所有项目的决赛规则都进行了修改，决赛后如果出现平局，将通过加时赛决出胜负，而之前的规则是优先考虑资格赛成绩较差但最终成绩较好的选手。

## 奖牌榜

### 各国奖牌榜
| 排名 | 国家／地区      | 金牌 | 银牌 | 铜牌 | 總數 |
| ---- | --------------- | ---- | ---- | ---- | ---- |
| 1    | 俄罗斯（RUS）   | 3    | 2    | 1    | 6    |
| 2    | 中国（CHN）     | 2    | 2    | 1    | 5    |
| 3    | 德国（GER）     | 2    | 2    | 0    | 4    |
| 4    | 意大利（ITA）   | 2    | 1    | 2    | 5    |
| 5    | （AUS）         | 2    | 0    | 1    | 3    |
| 6    | 波兰（POL）     | 1    | 1    | 1    | 3    |
| 6    | 美国（USA）     | 1    | 1    | 1    | 3    |
| 8    | 法国（FRA）     | 1    | 0    | 1    | 2    |
| 8    | 南斯拉夫（YUG） | 1    | 0    | 1    | 2    |
| 10   | 保加利亚（BUL） | 0    | 2    | 2    | 4    |
| 11   | （KAZ）         | 0    | 2    | 1    | 3    |
| 12   | 奥地利（AUT）   | 0    | 1    | 1    | 2    |
| 13   | 白俄罗斯（BLR） | 0    | 1    | 0    | 1    |
| 14   | 捷克（CZE）     | 0    | 0    | 1    | 1    |
| 14   | 斯洛伐克（SVK） | 0    | 0    | 1    | 1    |
| 总计 | 总计            | 15   | 15   | 15   | 45   |

### 男子
| 项目         | 金牌                              | 银牌                                  | 铜牌                              |
| 10米空气手枪 | 罗伯托·迪唐纳 · 意大利（ITA）     | 王义夫 · 中国（CHN）                  | Tanyu Kiryakov · 保加利亚（BUL）  |
| 10米空气步枪 | Artem Khadjibekov · 俄罗斯（RUS） | 沃尔弗拉姆·魏贝尔 · 奥地利（AUT）     | 让-皮埃尔·阿马 · 法国（FRA）      |
| 50米手枪     | Boris Kokorev · 俄罗斯（RUS）     | Igor Basinski · 白俄罗斯（BLR）       | 罗伯托·迪唐纳 · 意大利（ITA）     |
| 25米快射手枪 | 拉尔夫·舒曼 · 德国（GER）         | Emil Milev · 保加利亚（BUL）          | Vladimir Vokhmyanin · （KAZ）     |
| 50米步枪卧姿 | 克里斯蒂安·克勒斯 · 德国（GER）   | Sergey Belyayev · （KAZ）             | 约瑟夫·根齐 · 斯洛伐克（SVK）     |
| 50米步枪三姿 | 让-皮埃尔·阿马 · 法国（FRA）      | Sergey Belyayev · （KAZ）             | 沃尔弗拉姆·魏贝尔 · 奥地利（AUT） |
| 10米移动靶   | 楊凌 · 中国（CHN）                | 肖俊 · 中国（CHN）                    | Miroslav Januš · 捷克（CZE）      |
| 定向飞靶     | 恩尼奥·法尔科 · 意大利（ITA）     | 米罗斯瓦夫·热普科夫斯基 · 波兰（POL） | 安德烈亚·贝内利 · 意大利（ITA）   |
| 不定向飞靶   | 迈克尔·戴蒙德 · （AUS）           | Josh Lakatos · 美国（USA）            | Lance Bade · 美国（USA）          |
| 双不定向飞靶 | 拉塞尔·马克 · （AUS）             | 阿尔巴诺·佩拉 · 意大利（ITA）         | 張冰 · 中国（CHN）                |

### 女子
| 项目         | 金牌                                  | 银牌                              | 铜牌                                  |
| 10米空气手枪 | Olga Klochneva · 俄罗斯（RUS）        | Marina Logvinenko · 俄罗斯（RUS） | 玛丽亚·格罗兹代娃 · 保加利亚（BUL）   |
| 10米空气步枪 | 雷娜塔·毛厄尔 · 波兰（POL）           | Petra Horneber · 德国（GER）      | 亚历山德拉·伊沃舍夫 · 南斯拉夫（YUG） |
| 25米手枪     | 李对红 · 中国（CHN）                  | Diana Iorgova · 保加利亚（BUL）   | Marina Logvinenko · 俄罗斯（RUS）     |
| 50米步枪三姿 | 亚历山德拉·伊沃舍夫 · 南斯拉夫（YUG） | Irina Gerasimenok · 俄罗斯（RUS） | 雷娜塔·毛厄尔 · 波兰（POL）           |
| 双不定向飞靶 | 金伯莉·罗德 · 美国（USA）             | 苏珊·基尔迈尔 · 德国（GER）       | 德塞丽·赫德尔斯顿 · （AUS）           |

## 参赛国家
| - 阿尔巴尼亚（2） - 安道尔（1） - 安哥拉（1） - 阿根廷（6） - 亚美尼亚（1） - （16） - 奥地利（3） - 阿塞拜疆（2） - （1） - 巴巴多斯（1） - 白俄罗斯（10） - 比利时（4） - 波斯尼亚和黑塞哥维那（1） - 巴西（1） - 汶莱（1） - 保加利亚（9） - 加拿大（9） - 智利（1） - 中国（24） - 中华台北（2） |  | - 哥伦比亚（2） - 克罗地亚（4） - 古巴（3） - 塞浦路斯（3） - 捷克（17） - 丹麦（8） - 厄瓜多尔（1） - 埃及（2） - 爱沙尼亚（2） - 芬兰（6） - 法国（13） - （3） - 德国（22） - 英国（5） - 希腊（3） - 危地马拉（4） - 香港（1） - 匈牙利（10） - 印度（2） - 伊朗（1） |  | - 伊拉克（1） - 爱尔兰（3） - 以色列（3） - 意大利（15） - 日本（9） - 约旦（1） - （5） - （1） - 科威特（2） - （2） - 拉脱维亚（2） - 立陶宛（1） - 卢森堡（2） - 马其顿（1） - 马来西亚（1） - 马耳他（1） - 墨西哥（1） - 摩尔多瓦（2） - 摩纳哥（1） - 蒙古（2） |  | - 缅甸（1） - 纳米比亚（1） - 尼泊尔（1） - 荷兰（2） - （1） - 新西兰（2） - 尼加拉瓜（1） - 朝鲜（1） - 挪威（7） - 阿曼（1） - 巴拿马（1） - 秘鲁（3） - 菲律宾（1） - 波兰（10） - 葡萄牙（4） - 波多黎各（2） - （1） - 罗马尼亚（4） - 俄罗斯（19） - 圣马力诺（2） |  | - 沙特阿拉伯（1） - 塞尔维亚和黑山（7） - 新加坡（1） - 斯洛伐克（3） - 斯洛文尼亚（1） - 南非（2） - 韩国（14） - 西班牙（6） - 斯里兰卡（2） - 瑞典（3） - 瑞士（7） - 泰国（3） - 土耳其（1） - （1） - 乌克兰（9） - 阿拉伯联合酋长国（1） - 美国（25） - （1） - （1） - 越南（1） |